# Мукашев, Рахмет Желдыбаевич
Рахмет Желдыбаевич Мукашев (каз. Рахмет Желдібайұлы Мұқашев род. 20 июня 1956, Келлеровский район, Северо-Казахстанская область, Казахская ССР) — казахстанский государственный и политический деятель. кандидат юридических наук (1982).

## Биография
Родился 20 июня 1956 года в селе Кировское Чкаловского района Кокчетавской области.
В 1977 году окончил Карагандинскую высшую школу Министерства внутренних дел СССР по специальности правоведение.
В 1982 году адъюнкт Академии Министерства внутренних дел СССР.
В 1982 году получил учёное звание кандидата юридических наук, тема диссертации: «Организационно-правовые основы управления органами внутренних дел».

## Трудовая деятельность
С 1977 по 1979 годы — следователь, старший следователь отдела внутренних дел Ленинского районного г. Караганды.
С 1982 по 1986 годы — старший преподаватель Карагандинской высшей школы Министерства внутренних дел СССР.
С 1986 по 1988 годы — инструктор отдела административных органов Карагандинского обкома Компартий Казахстана.
С 1988 по 1990 годы — заведующий кафедрой Карагандинской высшей школы Министерства внутренних дел СССР.
С март 1995 по ноябрь 1995 годы — заместитель заведующего отдела правового обеспечения и судебно-правовых реформ Администрации Президента.
С 1995 по 1997 годы — начальник организационно-кадрового департамента Государственного следственного комитета Республики Казахстан.
С 1997 по 1999 годы — представитель Министерства внутренних дел Республики Казахстан в Парламенте Республики Казахстан.
С май 2005 по март 2006 годы — первый заместитель Министра юстиции, председатель Комитета по правам интеллектуальной собственности Министерства юстиции.
С 2006 по 2007 годы — руководитель Представительства Президента Республики Казахстан в Парламенте Республики Казахстан.
С 26 мая 2016 года — член Конституционного Совета Республики Казахстан.

## Выборные должности, депутатство
С 1990 по 1995 годы — Депутат Верховного Совета Казахстана XII и XIII созывов, член партии Народный Конгресс Казахстана, г. Алматы. От Карагандинской области.
С 1999 по 2004 годы — Депутат Мажилиса Парламента Республики Казахстан IІ созыва от Гражданской партии Казахстана.
С 2007 по 2016 годы — Депутат Мажилиса Парламента Республики Казахстан IV, V созывов по партийному списку Народно-Демократической партии «Нур Отан». Член комитета по аграрным вопросам.
Председатель Комитета Мажилиса Республики Казахстан по законодательству и судебно-правовой реформе (2012—2016).

## Награды и звания
- Медаль «Астана» (1998)
- Орден Курмет (2001)
- Орден Парасат (2010)
- Орден «Барыс» 3 степени (2015)[5][6]
- почётное звание «Заслуженный работник МВД Республики Казахстан»
- почётное звание «Почетный юрист Казахстана» (2016)
- Награждён правительственными и юбилейными медалями Республики Казахстан.
- Награждён медалями Министерства внутренних дел Республики Казахстан и др.
- почётное звание «Почетный работник Государственного следственного комитета Республики Казахстан»
- Почётная грамота МПА СНГ (2011).
- Почётная грамота Верховного Суда Республики Казахстан.
- Памятный знак «МПА СНГ. 25 лет» (27 марта 2017 года, Межпарламентская ассамблея СНГ) — за содействие в деятельности Межпарламентской Ассамблеи и её органов[7]
- Почётная грамота Межпарламентской ассамблеи СНГ (2011, Межпарламентская ассамблея СНГ)[8]